# اسلیتاز
اسلیتاز(Slitaz) یک توزیع گنو/لینوکس است که برای کامپیوترهای دارای رم ۱۹۲mb تا ۵۱۲mb ساخته شده است. این توزیع سبک دارای حداکثر ۴۸ مگابایت حجم است و می‌تواند از طریق (نسخه ۱ مگابایتی)USB , Floppy اجرا شود.

## نگارخانه

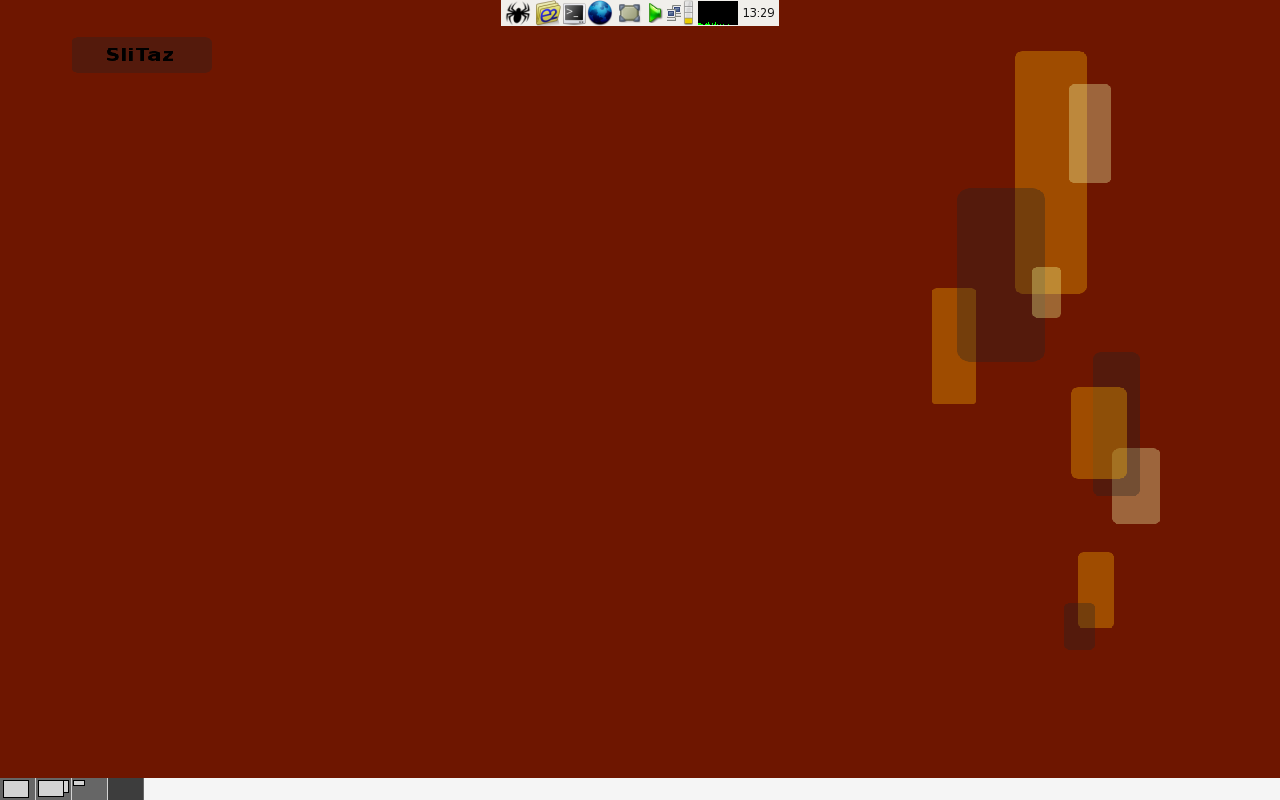
Stable 1.0
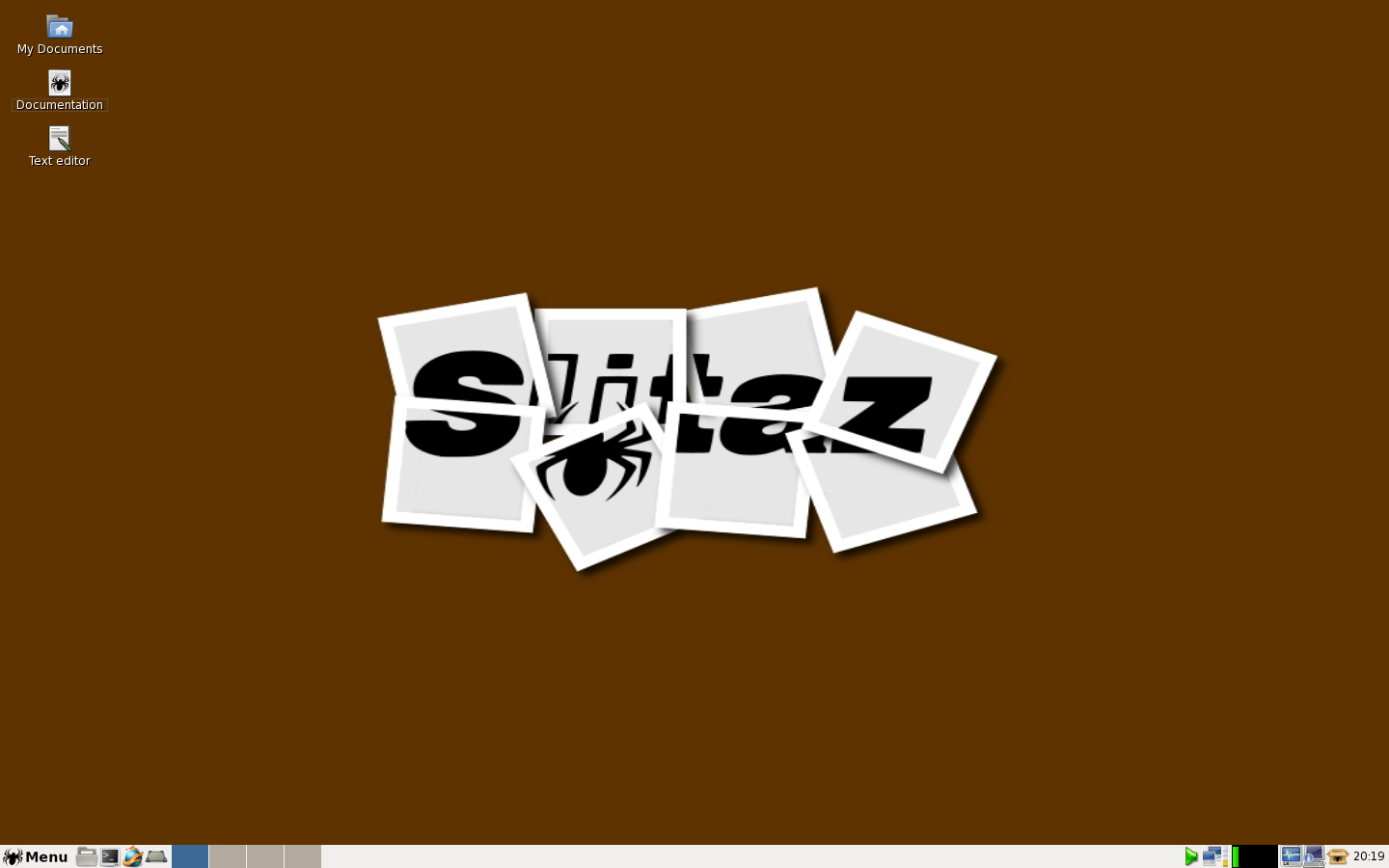
Stable 2.0
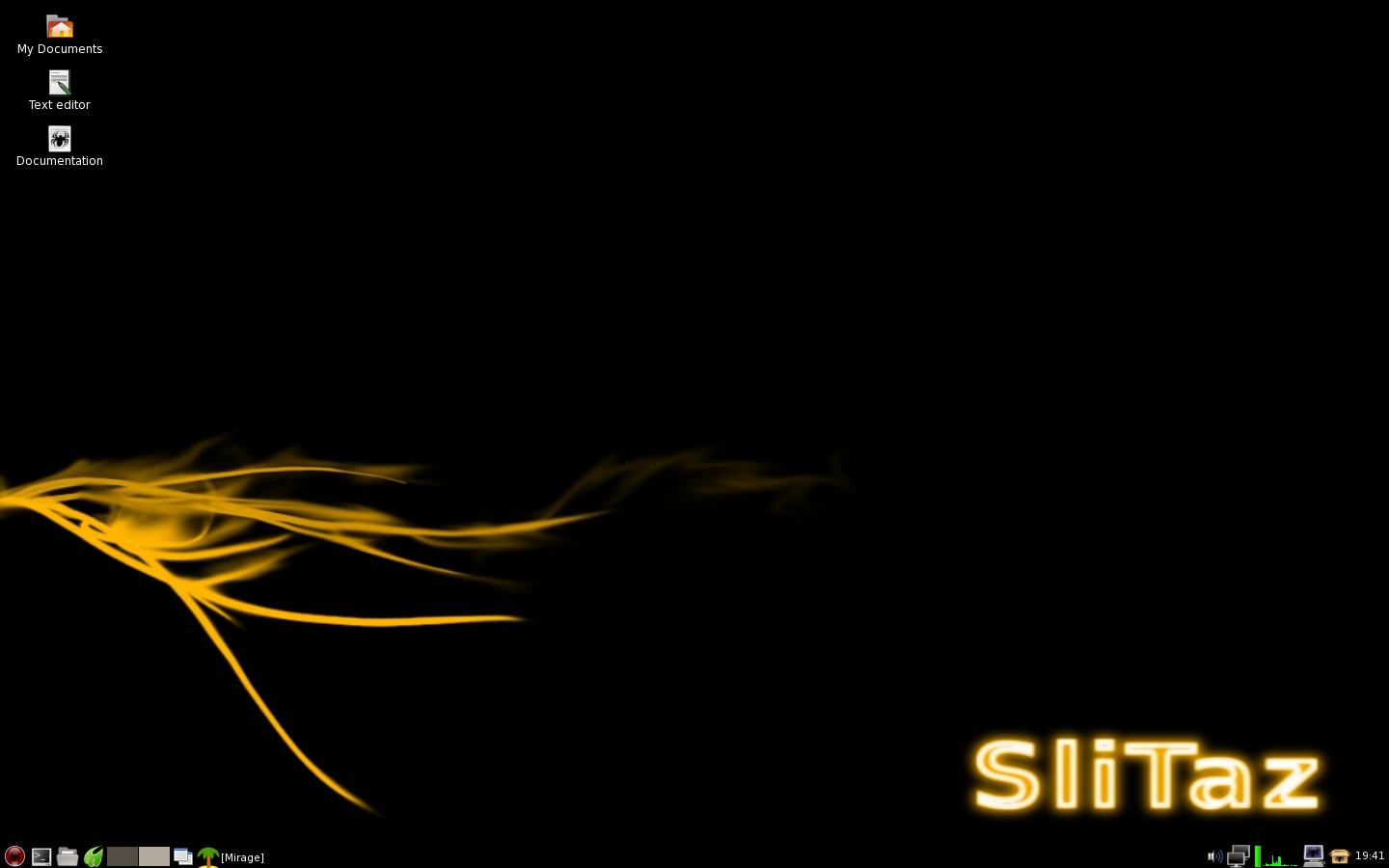
Stable 3.0
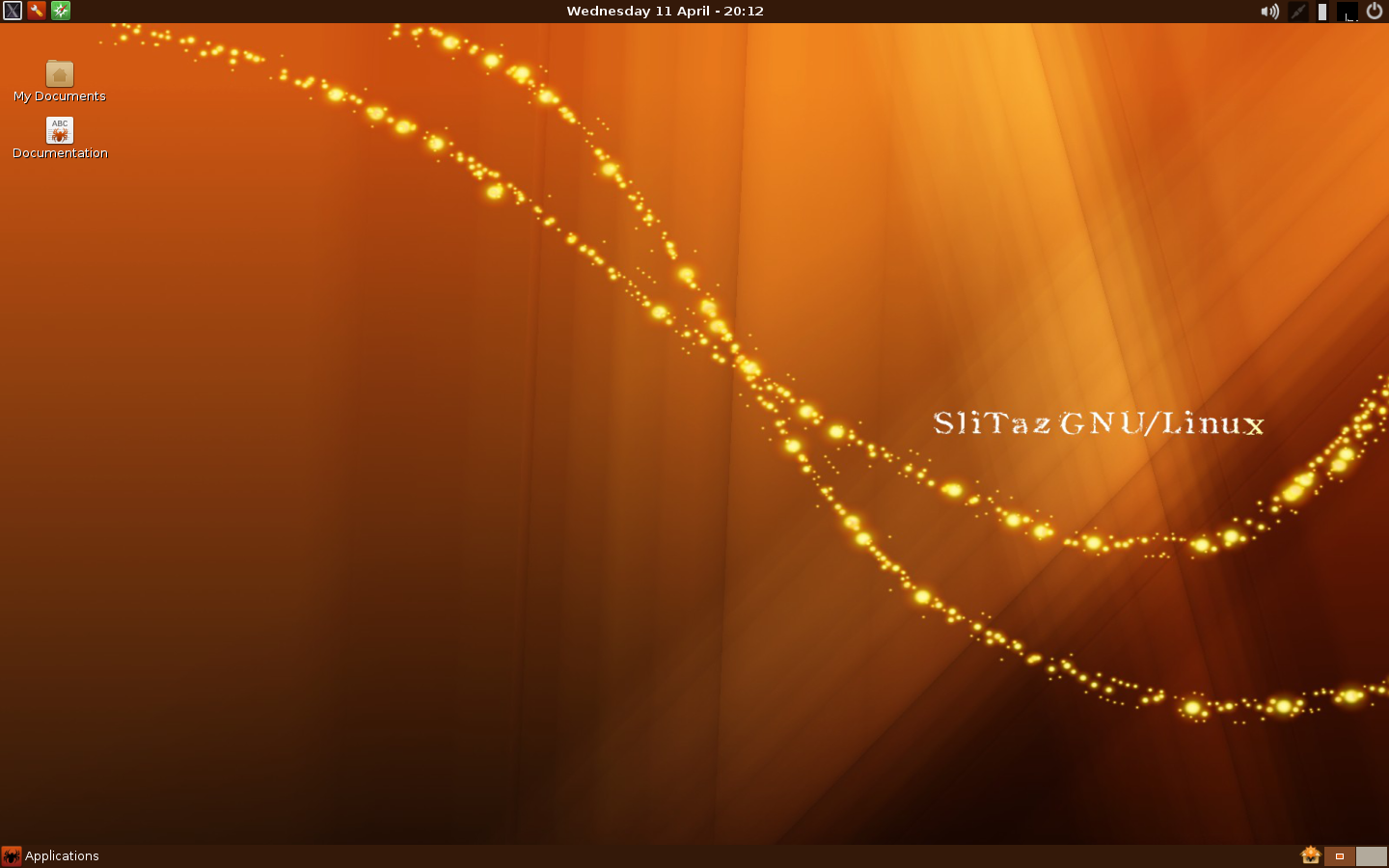
Stable 4.0
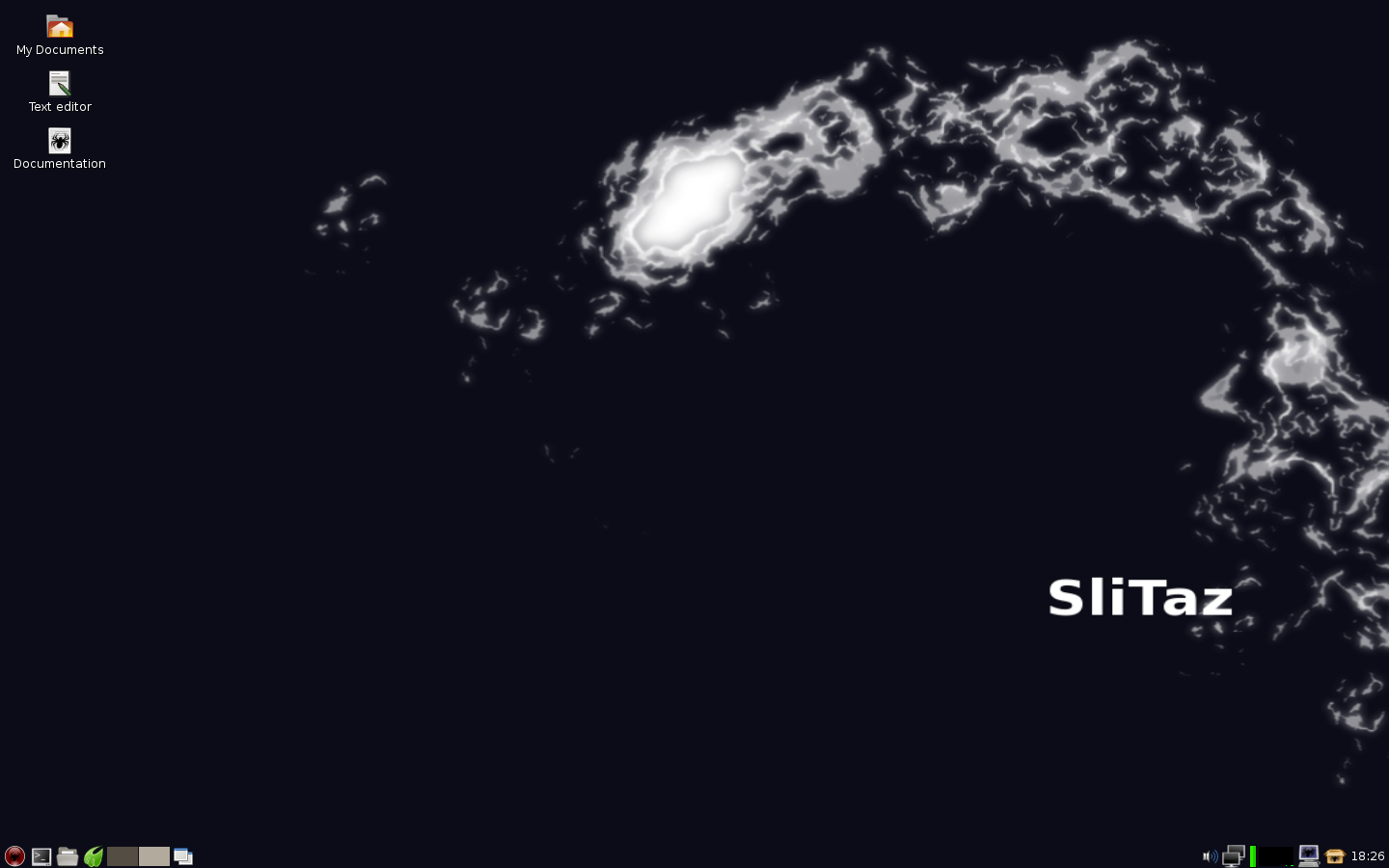
Cooking